# Kereskényi Mihály
Alsó- és felső-kereskényi Kereskényi Mihály (Pest, 1755 – 1822. szeptember 29.) kamarai igazgató, a Tiszai Koronai Kerület főkapitánya.

## Családja
Ősi nemesi családból származik. A Kereskényi család az egyik legősibb Nyitra vármegyei család, amely már a XIII. század óta jelentős szerepet vitt. Édesapja Kereskényi Károly (1725-1783) kamarai prefektus és királyi tanácsos, édesanyja a gazdag budai családból származó nemes Pauer Eleonóra (1734-1817) volt. 1784-ben vette feleségül Bécsben Maria von Mohrenheimet (1759-1829), Johann von Mohrenheim konstantinápolyi követ és Maria Theresia von Königin leányát, Mária Terézia magyar királynő, osztrák császárnő fogadott unokáját.

## Élete
A bécsi egyetemen fejezte be tanulmányait, mint kultúrmérnök. 1779-ben kezdte meg a működését a Tiszai koronai kerületnél, ahol 1780-tól ülnök volt. 1781-ben rokona, Grassalkovich Antal herceg kamara elnök utasítása szerint sváb családokat telepített a Bácska területére. Az ő tervei alapján épült és jött létre Bácsfeketehegy község. Apja 1783-as halálával ő örökölte a hatalmas vagyont, a Nyitra és Pozsony vármegyében fekvő ősi birtokokat, az apja által szerzett 8000 holdas bácsszenttamási
uradalmat és kastélyt, valamint a pesti házat és a ráckevei szőlőt, 11000 Ft éves jövedelemmel, így egyike lett a Bácska legelőkelőbb birtokosainak. 1784-től a Tiszai Koronai Kerület főügyésze, majd 1788-tól haláláig főkapitánya és több vármegye táblabírája. 1790-től kamarai igazgató. 1792-től aranysarkantyús vitéz és királyi tanácsos. 1800. október 1-én I. Ferenc császár királyi udvarnokká nevezte ki. Az ő főkapitánysága alatt fejeződött be a Bácska újratelepítése és a jobbágytelkek felmérése. Valamint ő térképeztette fel az új településeket. 1801-ben eladta a nyitra és pozsony vármegyei birtokait és végleg a bácsszenttamási kastélyban telepedett le és a bácskai birtokait bővítette, megvásárolva a kishegyesi és kutaspusztai birtokokat. 1822. szeptember 29-én halt meg.